# Schizaphis graminum
El pulgón de los cereales, Schizaphis graminum, es un pulgón de la superfamilia Aphidoidea del orden Hemiptera. Se alimenta de las hojas de gramíneas.
Su distribución original es el Paleártico, pero ha sido introducido a otras partes del mundo. Es una de 40 especies en el género  Schizaphis.

## Descripción
Los adultos miden 1,3 a 2 mm. La cabeza y el tórax tienen color paja a verde claro y el abdomen es verde con una línea dorsal verde oscura que también está presente en los últimos estadios de las ninfas. Las antenas son oscura y los sifones o cornículos son pálidos con terminación oscura. Los ejemplares de la estación temprana son ápteros, pero cuando la población alcanza cierta densidad, aparecen formas aladas que emigran a plantas vecinas.

## Plantas huéspedes
Se alimenta casi exclusivamente de gramíneas (Poaceae). Usa una gran variedad de especies, entre ellas las de los géneros: Agropyron, Avena, Bromus, Dactylis, Eleusine, Festuca, Hordeum, Lolium, Oryza, Panicum, Poa, Sorghum, Triticum y Zea.

## Ecología

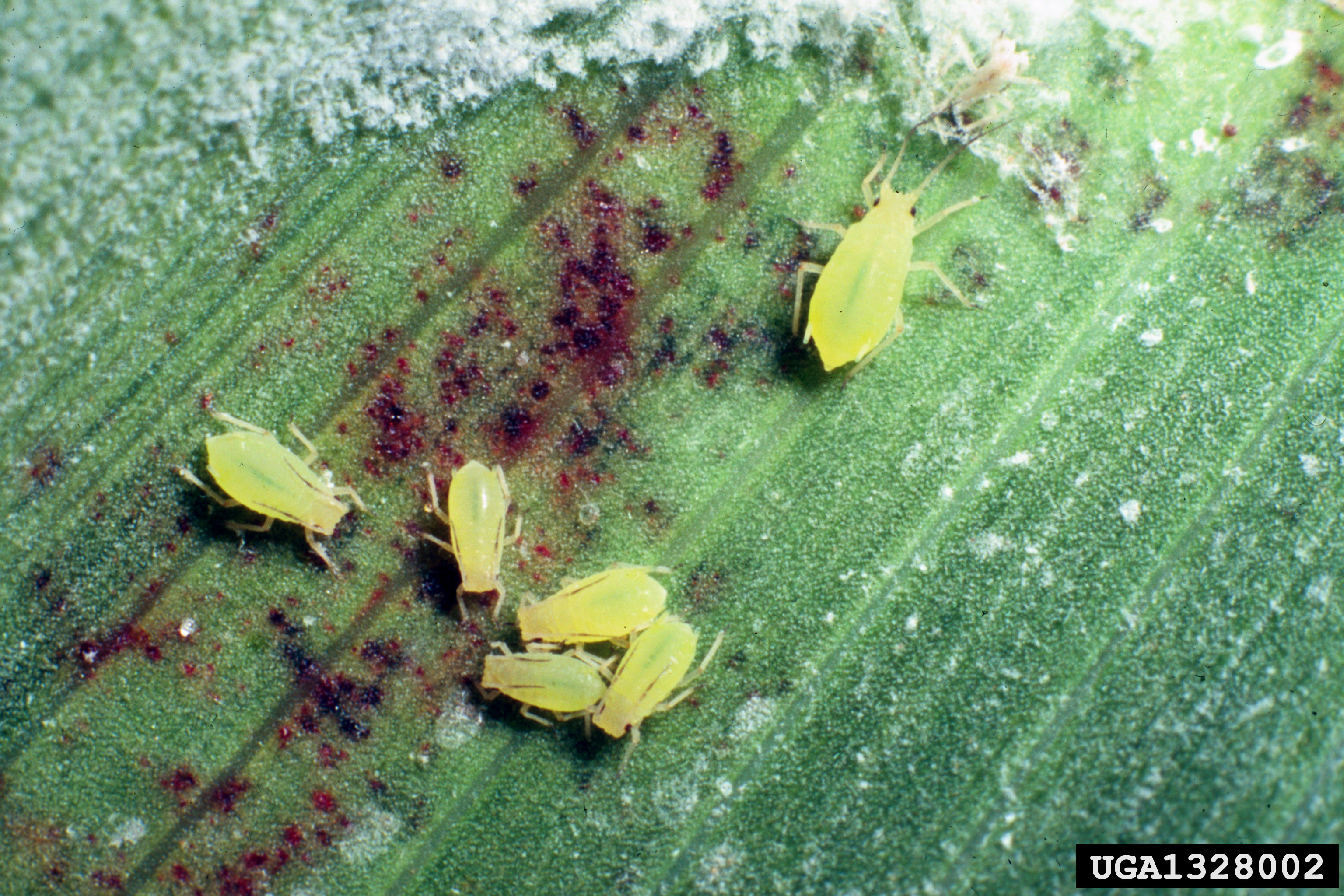
Adultos en sorgo, Sorghum bicolor

Cuando la temperatura es templada se reproducen por partenogénesis. La hembra no apareada produce ninfas a un promedio de cinco por día (en la costa de Florida). Hay tres estadios ninfales y la generación lleva de siete a nueve días a temperaturas de 16 a 27 °C. En otoño cuando baja la temperatura, las hembras se aparean con machos alados y producen huevos que pasan el invierno en gramíneas como Poa pratensis. En los estados postsoviéticos  puede haber hasta 15 generaciones por año y las temperaturas más favorables son 20 °C para las formas ápteras y 27 °C para las formas aladas.
Chupan la savia de las plantas alimentarias, causando manchas amarillentas o rojizas. A medida que la población de pulgones aumenta, las manchas se vuelven más numerosas y extendidas, hasta que terminan destruyendo las plantas. Cuando una planta muere suelen emigrar a otras cercanas.
Es un vector de varios viruses de plantas, incluyendo viruses de la cebada, maíz, caña de azúcar y mijo.
Es una especie migratoria. Como se trata de una seria plaga de la agricultura, sus movimientos migratorios se estudian para poder controlar esta especie.